# 내각부 수석 쥐잡이
내각부 수석 쥐잡이(영어: Chief Mouser to the Cabinet Office)는 영국 내각부(영어: Cabinet Office) 소속으로서 영국 총리가 거주하는 다우닝가 10번지에서 사는 고양이의 공식 직함이다. 현재까지 험프리와 래리 두 고양이만이 이 직함을 공식적으로 받았으며, 영국 언론에서는 보통 다른 고양이들도 이 직함으로 부르기도 한다. 재무부나 다우닝가에 사는 고양이들은 쥐를 잡으려고 처음 고용되었다. 이 고양이들이 애완동물로 살게 된 것은 헨리 8세 때로 올라가는데, 토마스 울지가 상원 의장직을 수행할 때 그의 곁에 애완 고양이를 둔 것이 시초였다.
2005년 1월 4일에는 2000년 발의된 정보공개법에 의해 1929년 6월 3일 이후 내각부 수석 쥐잡이에 대한 공식 기록 문서가 퍼블릭 도메인으로 풀렸다. 당시 재무부 사무실을 담당하던 A.E. 밴햄(A.E. Banham)은 “하루 1페니의 푼돈을 들여서 쥐를 잘 잡는 고양이를 계속 두는 게 좋겠다.”라는 말을 한 것이 공식적으로 언급된 첫 시작이다. 1932년 4월, 고양이에 대한 비용은 1주일에 1실링 6페니로 올랐다. 21세기가 된 현재는 고양이 유지비로 1년에 100파운드가 들고 있다. 고양이들이 반드시 총리 관저와 함께 거주하는 것은 아니며, 총리 임기와 우연히 같이 끝나는 일도 매우 드물다. 본 직책을 가장 오랫동안 한 고양이는 윌버포스로, 에드워드 히스, 해럴드 윌슨, 제임스 캘러헌 그리고 마가렛 대처 총리 밑에서 18년 동안 임무를 수행하였다.
현재는 2011년 1월 15일부로 임명된 래리가 직을 수행하고 있다. 그 전에는 2007년 11월 11일부터 2009년 1월까지 시빌이 맡았는데 1997년 은퇴한 험프레이의 은퇴 이후에 들어온 첫 내각부 수석 쥐잡이였다. 실비는 앨리스터 달링 재무장관의 고양이로, 다우닝가 11번지에서 살았다. 그러나 시빌은 런던 생활에 적응을 못해서 스코틀랜드로 돌아가 달링의 친구로 돌아갔다. 시빌은 2009년 6월 27일 죽었다.
2011년 1월 ITN 뉴스는 “TV 뉴스 방송 중 2번째 시간에 다우닝가 10번지에서 종종걸음으로 가는 쥐가 포착됐다.”라고 보도했다. 이 사건으로 인해 내각부 수석 쥐잡이에 대한 논란이 있었으나 총리 대변인은 문제를 해결을 위해 새 고양이를 데려올 계획은 없다고 발표했다. 그러나 다음 날 신문은 다우닝가의 대변인이 ‘친고양이 파’이며, 문제 해결을 위해서는 고양이를 데려와야 한다고 보도했다. 2011년 2월 14일, 문제를 해결을 위해 고양이 래리를 데려왔다. 《이브닝 스텐타드》는 데이비드 캐머런과 그의 가족들이 배터시 개와 고양이 보호소(Battersea Dogs & Cats Home)에서 래리를 새 쥐잡이로 선정했다고 보도했다.
2012년 9월 12일, 총리 데이비드 캐머런은 근무 태만 문제로 래리를 해임했으며, 새 쥐잡이로 재무부 장관 조지 오스본이 기르는 프레야가 되었고 대수 번호는 10, 11, 12가 되었다. 몇몇 소식통에서는 해임으로 인한 감정 상처로 인해 수석 쥐잡이 자리는 인계되나 래리는 계속 ‘노동 분담’ 차원으로 활동한다고 보도했다. 과거 내각부 수석 쥐잡이 자리는 단계적으로 자리를 물려받고 서로 중복되기도 하였다. 또한 오랜 시간 동안 공석이었던 적도 있다. 현재 래리 만이 유일하게 공식 홈페이지에 10번으로 등재되어 있다. 2014년 11월에는 프레야가 자리에서 물러났다.

## 역대 내각부 수석 쥐잡이들
| 이름        | 원어명        | 임무 시작     | 임무 종료 | 거친 총리                                                                 | 각주          |
| ----------- | ------------- | ------------- | --------- | ------------------------------------------------------------------------- | ------------- |
| 트레저리 빌 | Treasury Bill | 1924년        | 1924년    | 램지 맥도널드                                                             | [ 20 ]        |
| 피터        | Peter         | 1929년        | 1946년    | 스탠리 볼드윈, 램지 맥도널드, 네빌 체임벌린, 윈스턴 처칠, 클레멘트 애틀리 | [ 5 ]         |
| 뮌헨 마우저 | Munich Mouser | 1937년~1940년 | 1943년    | 네빌 체임벌린, 윈스턴 처칠                                                | [ 21 ] [ 22 ] |
| 넬슨        | Nelson        | 1940년대      | 1940년대  | 윈스턴 처칠                                                               | [ 22 ] [ 23 ] |
| 피터        | Peter         | 1941년        | 1946년    | 윈스턴 처칠, 클레멘트 애틀리                                              | [ 9 ] [ 24 ]  |
| 피터 2세    | Peter II      | 1946년        | 1946년    | 클레멘트 애틀리                                                           | [ 5 ]         |
| 피터 3세    | Peter III     | 1946년        | 1964년    | 클레멘트 애틀리, 윈스턴 처칠, 앤서니 이든, 해럴드 맥밀런, 앨릭 더글러스흄 | [ 5 ]         |
| 페트라      | Petra         | 1964년        | 1976년경  | 앨릭 더글러스흄, 해럴드 윌슨, 에드워드 히스                               | [ 5 ]         |
| 윌버포스    | Wilberforce   | 1970년        | 1986년    | 에드워드 히스, 해럴드 윌슨, 제임스 캘러헌, 마가렛 대처                    | [ 25 ]        |
| 험프리      | Humphrey      | 1989년        | 1997년    | 마가렛 대처, 존 메이저, 토니 블레어                                       | [ 26 ]        |
| 시빌        | Sybil         | 2007년        | 2009년    | 고든 브라운                                                               | [ 27 ]        |
| 래리        | Larry         | 2011년        | 현재      | 데이비드 캐머런, 테레사 메이, 보리스 존슨                                 | [ 17 ]        |
| 프레야      | Freya         | 2012년        | 2014년    | 데이비드 캐머런                                                           | [ 18 ]        |

## 추가 문헌
- Brawn, David (1995년 12월). 《A Day in the Life of Humphrey the Downing Street Cat》 (영어). 하퍼콜린스. ISBN 0-00-471000-2.
- Roberts, Patrick. “Peter, the British Home Office Cat(s)”. 《Purr 'n' Fur》 (영어).
- Roberts, Patrick. “Downing Street Cats Sybil, Humphrey and Wilberforce”. 《Purr 'n' Fur》 (영어).